# طوطی‌کاکلی کاکل‌زری
طوطی‌کاکلی کاکل‌زری(نام علمی: Cacatua sulphurea) نام یک گونه از سرده طوطی‌کاکلی‌های سفید است.